# Bart van der Hart
Bartholomeus Bonefatius Maria (Bart) van der Hart (Amsterdam, 26 juli 1943) is een Nederlands politicus van de PvdA.
Hij is geboren en opgegroeid in Amsterdam en heeft bestuurlijke functies gehad bij het Openbaar Lichaam Rijnmond en later de provincie Zuid-Holland. Bij die provincie was hij hoofd van de centrale afdeling en later griffier. Eind 1996 gaf Van der Hart die functie op om burgemeester van Oud-Beijerland te worden. In mei 2005 ging hij vervroegd met pensioen waarbij naast persoonlijke omstandigheden ook meespeelde de toenmalige plannen van de rijksoverheid om een gekozen burgemeester in te voeren. Oud-minister Tineke Netelenbos volgde hem op als waarnemend burgemeester van Oud-Beijerland.